# Casmara longiclavata
Casmara longiclavata is een vlinder uit de familie van de sikkelmotten (Oecophoridae). De wetenschappelijke naam van de soort is voor het eerst geldig gepubliceerd in 2012 door Shu-xia Wang.

## Type
- holotype: "male. 16.VIII.2006. leg. Hou-hun Li & Xi-cui Du. genitalia slide ZL no. 08009"
- instituut: NKUM, Nankai University, Tianjin, China
- typelocatie: "Taiwan, Mt. Baxian, Taizhong, 24°08'N, 120°25'E, 800-900 m"